# Інклінометрія
Інклінометрія (англ. directional survey, inclinometer survey, determination of drillhole dip and direction; нім. Inklinometrie f, Bohrlochneigungsmessung f) — визначення просторового положення стовбура бурової свердловини шляхом безперервного вимірювання інклінометрами.

## Загальний опис
За даними вимірювання кута і азимута свердловини, а також глибини стовбура в точці вимірювання будується план (інклінограма) — проєкція осі свердловини на горизонтальну площину і профіль — вертикальна проєкція на площині магнітного меридіана геологічного розрізу по родовищу, який проходить через досліджувану свердловину. 
Наявність фактичних (поточних) координат свердловин дає основу для оцінки якості їх проходки і точного визначення точки перетину свердловиною різних ділянок геологічного розрізу, тобто дає можливість встановлювати правильність буріння в заданому напрямі. Це, в свою чергу, дозволяє правильно оцінювати запаси родовища за даними бурової розвідки і вибирати раціональну систему їх розробки.
Отже, інклінометрія використовується для вимірювання кута і магнітного азимуту викривлення стовбура свердловини. Кут нахилу стовбура (зенітний кут) свердловини визначається між вертикаллю і фактичним напрямком стовбура свердловини. Магнітний азимут викривлення характеризується кутом у горизонтальній площині між напрямком на магнітний полюс (північ) і напрямком горизонтальної проекції осі свердловини.
Кут і азимут викривлення свердловин вимірюють інклінометрами з дистанційним електричним заміром, фотоінклінометрами і гіроскопічними інклінометрами.
Найбільш розповсюджені інклінометри з обертальною немагнітною рамкою, які дають змогу проводити багаторазове вимірювання кута і азимута викривлення на заданих глибинах свердловини. Азимут викривлення визначається у цих приладах з допомогою магнітної бусолі, а кут викривлення від вертикалі у площині викривлення — виском. Визначення азимута викривлення такими приладами можливе тільки у не обсаджених свердловинах. Для вимірювання азимута викривлення в обсаджених свердловинах можуть використовуватись гіроскопічні інклінометри.